# حرکت لرزش افتادن
« حرکت لرزش افتادن» تک‌آهنگی از هنرمند اهل ایالات متحده آمریکا ، فلو رایدا، پیت‌بول است که در سال ۲۰۰۸ میلادی منتشر شد.